# ハルトムート・ビトムスキー
ハルトムート・ビトムスキー（Hartmut Bitomsky、1942年5月10日 - ）は、ドイツの映画監督、脚本家、映画批評家、教師である。

## 経歴
ベルリン自由大学で演劇とドイツ文学を学ぶ。1972年、雑誌『Filmkritik』の編集部員として随筆と批評を執筆し、同じ頃、製作会社Big Sky Filmsを立ち上げる。その後、カリフォルニア芸術大学映画学部の学部長に就任。2001年、『B-52』を監督する。同年、山形国際ドキュメンタリー映画祭審査員を務める。2007年の監督作品『塵』は、第64回ヴェネツィア国際映画祭オリゾンティ部門に出品されたほか、2010年の山形国際ドキュメンタリー映画祭コンペティション部門に出品された。

## フィルモグラフィー
- ハイウェイ･40･ウエスト アメリカの旅（1980年）
- ジャーマン・イメージ（1983年）
- 第三帝国アウトバーン（1985年）
- 映画と死（1988年）
- フォルクスワーゲン・コンプレックス（1989年）
- 映画と風とフォトグラフィー（1991年）
- イマジナリー・アーキテクチャー（1993年）
- プレイバック（1995年）
- B-52（2001年）
- 塵（2007年）